# Goodhope River
Der Goodhope River ist ein rund 120 Kilometer langer Zufluss der Tschuktschensee im Norden der Seward-Halbinsel des US-Bundesstaats Alaska.

## Geographie

### Verlauf
Der Goodhope River entspringt im Hochland im Norden der Seward-Halbinsel, neun Kilometer nordwestlich des Imuruk Lake, auf einer Höhe von etwa 370 m. Er fließt anfangs nach Nordwesten und schlängelt sich dann durch das Tiefland. Er weist dabei ein stark mäandrierendes Verhalten auf. Der Goodhope River mündet schließlich mit drei größeren Flussarmen in die Goodhope Bay, einer weiten Bucht im Südwesten des Kotzebue-Sunds.

### Nebenflüsse
- Cottonwood River (r)
- Placer Creek (l)
- Humboldt Creek (l)
- Eagle Creek (r)

### Einzugsgebiet
Der Goodhope River entwässert ein Areal von etwa 1250 km².

## Naturschutz
Der Flusslauf und das Einzugsgebiet des Goodhope River befinden sich innerhalb des Bering Land Bridge National Preserve. Am Cottonwood River unweit dessen Einmündung in den Goodhope River befindet sich eine Schutzhütte. Eine weitere Schutzhütte befindet sich 25 Kilometer oberhalb der Mündung am linken Flussufer des Goodhope River.

## Name
Benannt wurde der Fluss 1901 vom United States Geological Survey (USGS) nach dessen Mündungsbucht, die Goodhope Bay. Deren Name stammt von Leutnant Otto von Kotzebue, der während seiner Erkundungsreise, der Rurik-Expedition, im August 1816 die Bucht erreichte und guter Hoffnung (englisch good hope) war, neue geografische Entdeckungen zu machen.